# Дуб звичайний велетень-2
Дуб звича́йний ве́летень-2 — ботанічна пам'ятка природи місцевого значення в Україні. Об'єкт розташований на території Локачинського району Волинської області, ДП «Володимир-Волинське ЛМГ», Губинське лісництво, квартал 49, виділ 43. 
Площа — 0,01 га, статус отриманий у 1976 році.
Охороняються два дерева дуба звичайного (Quercus robur) віком близько 250 років (діаметром  0,8 м та 0,6 м), що зрослися, утворивши єдиний стовбур висотою 24 м.